# Heteropogon cazieri
Heteropogon cazieri là một loài ruồi trong họ Asilidae. Heteropogon cazieri được Wilcox miêu tả năm 1965. Loài này phân bố ở vùng Tân Bắc giới.